# 엘런 샌드와이스

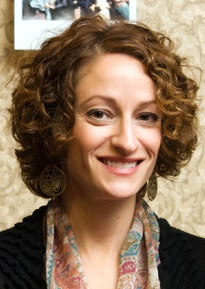

엘런 샌드와이스(영어: Ellen Sandweiss, 1958년 12월 30일 ~ )는 미국의 배우이다. 영화 이블 데드 시리즈의 셰릴 역으로 유명하다.
디트로이트에서 태어났다.

## 영화
- 더 레인(영어판) (2009년) - 맨디 역
- 야만적 학살: 코미디 (2007년)
- 내 이름은 브루스 (2007년)
- 사탄스 플레이그라운드  (2006년)
- 이블 데드 (1981년) - 쉐릴 역
- 위딘 더 우즈 (1978년)